# Onomatopoesie

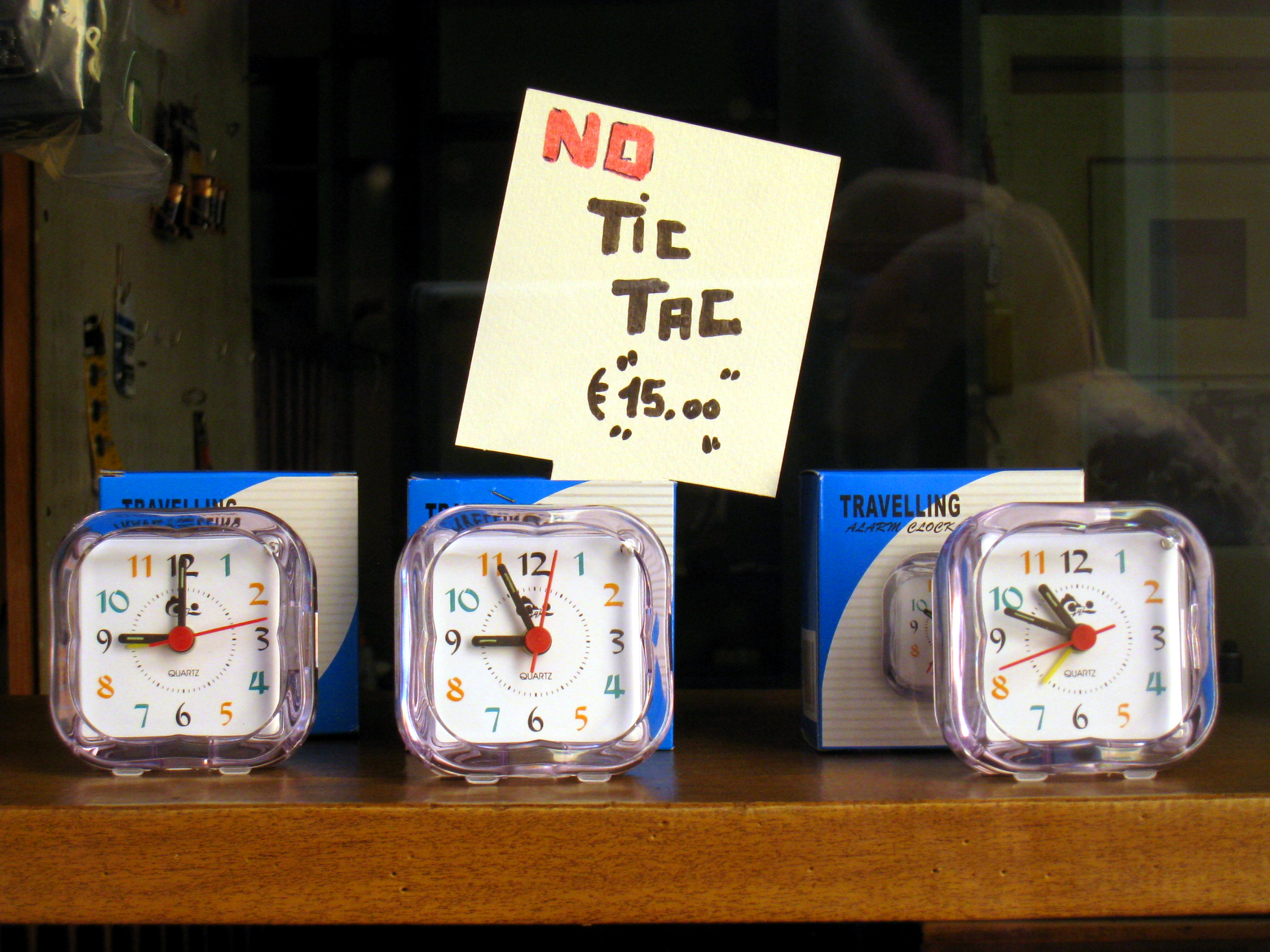
Das Schild benutzt Onomatopoesie, um anzudeuten, dass die Uhren geräuschfrei sind.

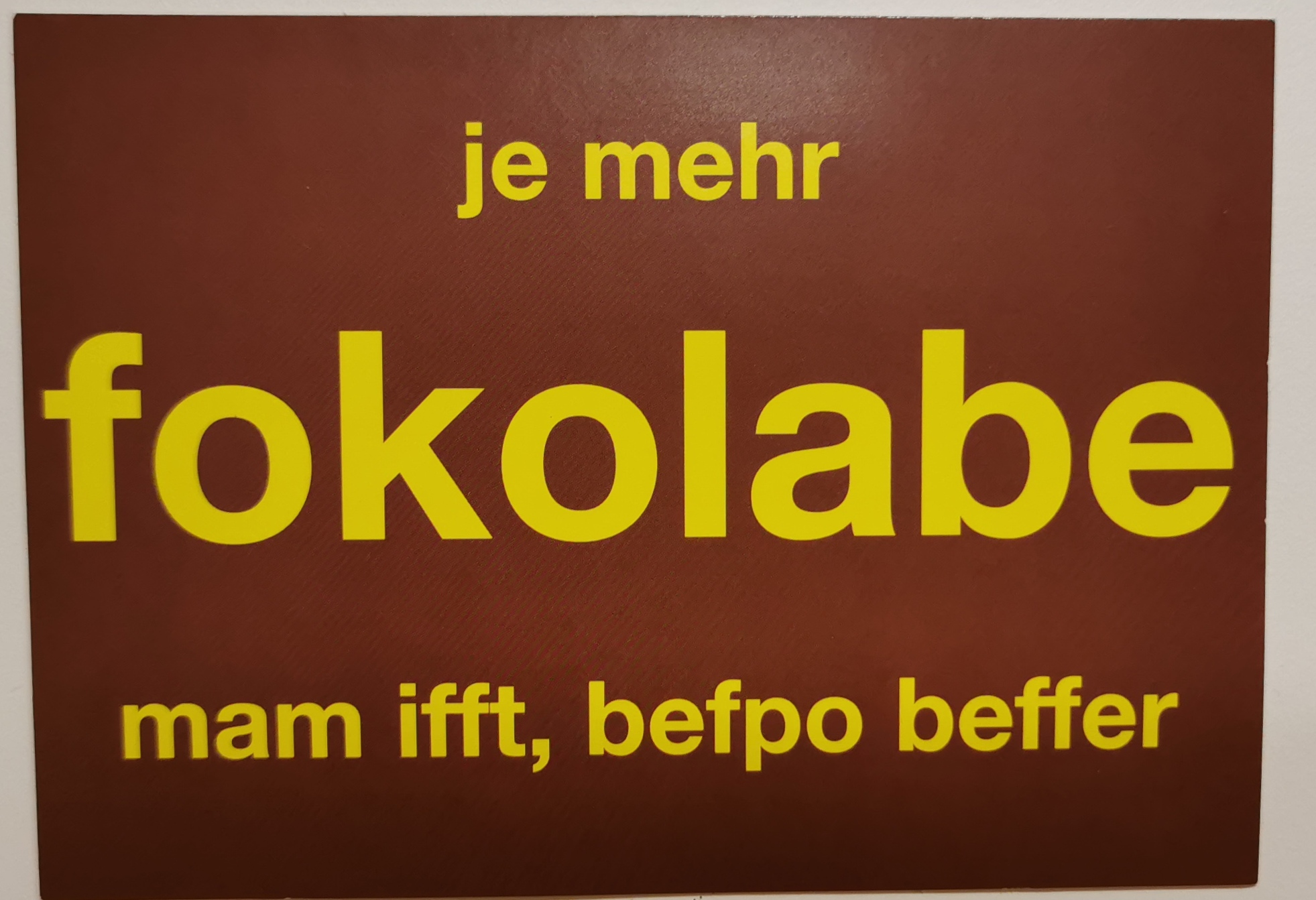
Hier wird die Artikulation dargestellt, nachdem die Aussage „Je mehr Schokolade man isst, desto besser“ mit vollem Mund (Essen befindet sich im Mund und erschwert die Artikulation, daher ergeben sich Lautverschiebungen) verbalisiert wird.

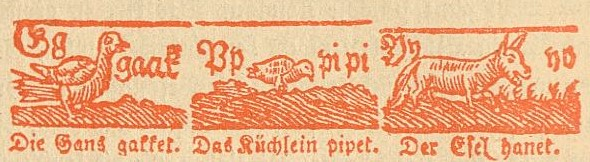
Namenbüchlein vom Anfang des 18. Jahrhunderts

Onomatopoesie ist die sprachliche Nachahmung von außersprachlichen Schallereignissen.
Alternative Bezeichnungen sind Lautmalerei, Tonmalerei, Lautnachahmung, Klangnachahmung, Schallnachahmung, Schallwortbildung, Tonwortbildung, Klangnachbildung, Onomatopoiie, Onomatopoie und Onomatopöie (von altgriechisch ὀνοματοποίησις onomatopoíesis oder ὀνοματοποιΐα onomatopoiḯa „Namenerschaffung“, beide aus ὀνοματοποιεῖν onomatopoieín „einen Namen prägen, benennen“). Ein onomatopoetisches Wort ist ein Onomatopoetikum.
Unterschieden werden
- wortbildende Lautmalereien wie knallen, rumpeln und pumpeln, klappern, rauschen, klirren, schnappen, bellen, die Verbal- und Substantivstämme darstellen, und
- Interjektionen wie klipp-klapp, huhu, au.

Außerdem gibt es Wörter, die auch dem Stamm nach einen Laut nicht nachahmen, ihn aber benennen und dadurch implizieren, etwa trompetend, flötend, metallisch [klingend]. In diesem Fall spricht man von „umschreibenden Onomatopoetika“.

## Lexikalische Bedeutung
Onomatopoesie ist lexikalisch gesehen ein gemischt altgriechisch-französisch basiertes Fremdwort, da die Form „-poesie“ nur vermittels französisch poésie und lateinisch poësia auf altgriechisch ποίησις poíesis („Erschaffung, Herstellung“) zurückgeht. In der deutschen Fachsprache der Literatur- und Sprachwissenschaft werden deshalb aus puristischen Gründen zur Vermeidung der Sprachmischung gelegentlich die auf ὀνοματοποιΐα onomatopoiḯa zurückgehenden Fremdwörter Onomatopöie oder Onomatopoiie und als Adjektiv manchmal onomatopoietisch (statt onomatopoetisch) bevorzugt. Die genannten Substantive (Onomatopoesie, Onomatopöie, Onomatopoiie) können jeweils sowohl den Prozess der Herstellung eines lautmalerischen Ausdrucks wie auch den Ausdruck selbst als Ergebnis dieses Prozesses bezeichnen, während Onomatopo(i)etikon/Onomatopoetikum (Plural für beide auf -ka) nur für das Ergebnis, den Ausdruck selbst, verwendet wird.

## Unterschiede in Einzelsprachen
Onomatopoetika werden normalerweise nicht möglichst wirklichkeitsgetreu unter Einsatz aller artikulatorischen Möglichkeiten der menschlichen Lautorgane, sondern nur mithilfe des in der jeweiligen Einzelsprache bereits vorgegebenen Lautinventars erzeugt. Da sich die Lautinventare der Sprachen unterscheiden und auch Onomatopoetika der sprachlichen Konventionalisierung innerhalb der Sprachgemeinschaft unterliegen, bestehen auch mehr oder weniger große Unterschiede zwischen den Onomatopoetika verschiedener Einzelsprachen. Das Zwitschern eines Vogels wird zum Beispiel von Deutschen mit tschiep, tschiep, von Japanern dagegen mit pyu, pyu und von Griechen mit tsiu, tsiu (Aussprache etwa „tschiu, tschiu“) wiedergegeben, oder der Hahnenschrei im Deutschen mit kikeriki, im Niederländischen mit kukeleku, im Französischen mit cocorico, im Spanischen mit quiquiriquí und im Englischen mit cock-a-doodle-doo. In der Tendenz kann man aber feststellen, dass die Onomatopoetika verschiedener Sprachen (z. B. deutsch wau-wau, französisch ouaf-ouaf, englisch woof-woof, russisch gaf-gaf) häufiger Übereinstimmungen aufweisen als die nicht-onomatopoetischen Bezeichnungen ein und derselben Sache in diesen Sprachen (Hund, chien, dog bzw. ursprünglich hound).

## Sprachwissenschaft
Die Sprachwissenschaft behandelt die Onomatopoesie als eine Art der Wortbildung, die besonders in der Kinder- und Ammensprache verbreitet ist und in neuerer Zeit auch in der Sprache der Comics, in der comicinspirierten Kunst (beispielsweise Pop Art) sowie den Chat-Foren und sozialen Medien des Internets. Diese Art der Wortbildung hat den historischen Wortschatz der Einzelsprachen besonders im Bereich der Tierlaute und daraus abgeleiteten Tiernamen, aber auch in den Bezeichnungen anderer Geräusche und Geräuscherzeuger geprägt. Da auch Onomatopoetika beziehungsweise die daraus entstandenen und lexikalisierten Wörter dem historischen Lautwandel unterliegen und durch Flexion und Derivation zusätzliche Veränderungen erfahren können, ist der onomatopoetische Ursprung eines Worts nicht immer sofort zu erkennen (z. B. klatschen, schnuppern, Schnorchel). Als Wortart werden Onomatopoetika z. T. unter den Interjektionen behandelt und machen dort speziell den Untertyp der primären Interjektionen aus. Aber auch andere Wortarten (Substantive: Kuckuck, Zilpzalp; Verben: tschilpen; Adjektive: klapperdürr, klatschnass) enthalten Onomatopoetika.

## Einordnung in der Rhetorik
Die Onomatopöie wurde in der Tradition der antiken Rhetorik unter die Tropen eingeordnet. Diese Einordnung geht zurück auf die Schrift Peri tropon des Grammatikers Gryphon, der die Tropen noch nicht speziell als Arten des uneigentlichen, auf Übertragung beruhenden Ausdrucks verstand, sondern in einem allgemeineren Sinn als eine über das Notwendige hinausgehende, schmückende und verdeutlichende Abweichung vom üblichen Sprachgebrauch. Als Tropus im seither etablierten engeren Verständnis, nämlich als Metonymie, kann eine Onomatopöie speziell dann gelten, wenn damit das Schallwort zur Nachahmung eines Lautes in der Bedeutung auf den Vorgang der Lauterzeugung (z. B. das Muhen der Kuh) oder auf das lauterzeugende Wesen (der Kuckuck) übertragen wird. Neuzeitliche Rhetoriken und Stillehren behandeln die Onomatopöie dagegen eher unter den Klangfiguren als Mittel zur Steigerung oder Intensivierung des Ausdrucks.
Als literarisches Stilmittel ist sie nicht notwendig auf das Einzelwort, das heißt auf die Verwendung eines einzelnen onomatopoetischen Ausdrucks, beschränkt, sondern die lautmalerische Wirkung kann auch durch Verknüpfung mehrerer Wörter realisiert und mit anderen Klangfiguren wie etwa der Alliteration kombiniert werden, so z. B. in der Schlussstrophe von Clemens Brentanos berühmtem Wiegenlied:
Singt ein Lied so süß gelinde,

Wie die Quellen auf den Kieseln,

Wie die Bienen um die Linde

Summen, murmeln, flüstern, rieseln.
Oder in dem Vers, in dem Ovid das Quaken der Frösche lautlich evoziert, ohne diese selbst beim Namen zu nennen:

quamvis sint sub aqua, sub aqua maledicere temptant

„Obwohl sie unter Wasser sind, versuchen sie, unter Wasser zu lästern“

## Comic-Sprache

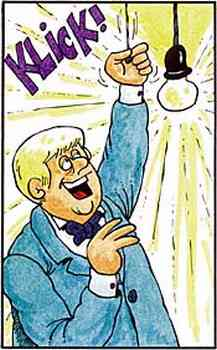
Onomatopoetikum „Klick!“ für das Anschalten einer Lampe in einem Mad-Heft, gezeichnet von Ivica Astalos

Onomatopoetische Wörter werden im Comic als Soundwords, Geräuschwörter oder Klangwörter bezeichnet. In der deutschen Comic-Sprache wurde die Schöpfung neuer, möglichst ungewöhnlicher Onomatopoetika vor allem von Erika Fuchs (Micky Maus-Magazin), Herbert Feuerstein (Mad-Magazin) und später von Katz & Goldt zur Kunst erhoben. Im Comic werden neben herkömmlichen Onomatopoetika und Neuschöpfungen wie ZASS!KRRRRZZZ oder ZABADONG auch Inflektive solcher Wörter benutzt, die lediglich von ihrer Etymologie her onomatopoetischen Ursprungs sind (bspw. SEUFZ! oder KEUCH!), ferner Inflektive von umschreibenden Onomatopoetika (TRÖÖT!). In Anspielung auf Fuchs werden Inflektive gelegentlich scherzhaft als Erikative bezeichnet.